# Ana María de Cagigal
Ana María de Cagigal Casanueva (Santander, Cantabria, 1900 - Sobremazas, 2001) fue una escritora, poetisa, novelista y activista española.

## Biografía
Ana María Cagigal Casanueva nació en Santander en 1900 y murió en Sobremazas (Cantabria) en 2001, a la edad de 101 años. Probablemente fue la escritora cántabra más longeva.
Dio sus primeros pasos poéticos en 1935, cuando comenzó a trabajar como redactora en "La Voz de Cantabria".
Polifacética mujer que además de escribir fue una activa deportista. Atravesó a nado la bahía de Santander y formó parte de los primeros equipos de hockey hierba femenino. Antes de la Guerra Civil fue una celebrada conferenciante en defensa de la cultura para las clases humildes y de los derechos de la mujer, reivindicando de una manera tenaz el derecho al voto.
Después de la Guerra trasladó su residencia a Barcelona por motivos de trabajo, ciudad en la que permaneció durante cuarenta años. Las hemerotecas de aquella ciudad son testigos de sus colaboraciones en los periódicos "Solidaridad Nacional" y "La Vanguardia". Además de los artículos publicados en la prensa de Santander y Barcelona, su obra se completa con su única novela, “Leña húmeda” (1946) y la antología “Amor de mar y otros trabajos” (2000). Entre sus poemas destacan "Viento en el mar", "Vendaval" o "Montañés", que retratan aspectos del paisaje y las gentes de Cantabria.
Con motivo del fallecimiento de la autora se publicó una antología de jóvenes poetisas de Cantabria con el título "En homenaje a Ana María Cagigal".
En mayo de 2001 el Ayuntamiento de Santander bautizó una de sus calles con su nombre, y posteriormente se convocó un concurso periodístico para artículos sobre diversos aspectos de la mujer.

## Obra

### Narrativa
- Leña húmeda (1946)[2]

Prólogo de Cesar González Ruano en Leña Húmeda:
__En Ana María de Cagigal, en la mujer, hay un sentido moderno, supercivilizado de la existencia, y una continuidad histórica racial, que la inmuniza como a un misterioso ser milenario, intemporal, fuera de modo y moda. 
Así, su natural elegancia intima y externa que es bura aristocracia, derecho propio: lo que no se inventa ni se compra, pero lo que sí puede perderse cuando el ser no añade algo suyo a la sangre heredada y degenerada de la engañosa idea de que todo está ya hecho para que él no haga nada.
Una novela de Ana María de Cagigal tenía, forzosamente, que ser un reflejo de las condiciones y cualidades de la persona. En sus pácinas encontraréis a la excepcional criatura humana, imposible de olvidar para quienes, siquiera de una manera efímera, la hayan conocido.
La novela participa del más ortodoxo realismo, donde las visiones subietivas están tratadas con la autenticidad minuciosa de un documento, y de un submundo psicológico, concéntrico a la acción y disimulado en ésta, que no pertenece al realismo, sino a ese nervioso impresionismo mágico donde el fantasma de cada Personaje se revuelve, se agita dentro de su funda humana y social con toda la angustia de los sentimientos encontrados, del limo inconfesable de eso que con precisa imprecisión se ha llamado el otro yo.__

### Poesía
- Amor de mar y otros trabajos (2000)

## Premios
- Premio Barcelona, 1946
- Premios Ana María Cagigal del Ayuntamiento de Santander.[3]